# Chapelco
Chapelco – argentyński ośrodek narciarski położony w zachodniej części prowincji Neuquén, blisko granicy z Chile. Leży na wysokości od 1250 do 1980 m n.p.m. i zajmuje powierzchnię 140 hektarów. Najbliżej położonym miastem jest oddalone o 19 km San Martín de los Andes. 20 tras obsługuje 10 wyciągów. Znajduje się tu także snowpark.
W przeszłości parokrotnie organizowano tu zawody Pucharu Świata w snowboardzie.